# Magic Bytes
Magic Bytes war ein Label des ostwestfälischen Spieleentwicklers und Publishers Micro-Partner mit Sitz in Gütersloh, das von 1987 bis 2000 existierte und mehrere bekannte Computerspiele für damals populäre Heimcomputer veröffentlichte. Seit 2017 ist Magic Bytes wieder als Entwickler für Computerspiele mit Sitz in Bielefeld tätig und kündigte die Veröffentlichung eines Handyspiels an.

## Geschichte
Micro-Partner wurde 1986 von Thomas Meiertoberens, ein Mitgründer von Rainbow Arts, in Gütersloh, Deutschland, gegründet. Das anfängliche Team bestand damals aus dem Inhaber Meiertoberens, dem Programmierer Rolf Lakämper und der Grafikdesignerin Bettina Wiedner, alle drei in ihren Zwanzigern. Sie machten auf sich aufmerksam mit dem Erfolg von Mission Elevator, das erste deutsche Videospiel mit internationalem Erfolg, das in verschiedenen Ländern der Welt veröffentlicht wurde. 1986 erhielt Meiertoberens Lizenzen der Comicfiguren Clever & Smart, Pink Panther und Tom & Jerry zur Produktion und Vermarktung von Videospielen in Europa. Die Marke Magic Bytes wurde 1987 gegründet und wurde später verwendet, um fast alle Spiele von Micro-Partner zu veröffentlichen. Das Debüt von Magic Bytes fand 1987 statt mit der europäischen Veröffentlichung von Western Games und Clever & Smart. Die meisten Spiele wurden für Amstrad CPC, Atari ST, Commodore C64 & Amiga einige für MSX, ZX Spectrum und später hauptsächlich für PCs angepasst.
Am 20. Mai 1988 gründete Meiertoberens in Tampa ein US-Pendant, Magic Bytes USA Inc, und vereinbarte mit der US-Firma Digitek, ebenfalls in Tampa, die gemeinsame Veröffentlichung der Titel der jeweilig anderen Firma auf ihrem Kontinent. Die von Micro-Partner veröffentlichten Digitek-Spiele erschienen in Europa unter dem Label Magic Bytes.
1991 stellte Micro-Partner seinen Betrieb ein aufgrund von Nichtzahlungen einiger ihrer Großhändler und die Verlagsrechte im deutschsprachigen Raum für Magic Bytes-Spiele wechselten zum Magic Bytes Verlag R. Kleinegräber. Der Magic Bytes Verlag begann mit dem Verkauf von Videospielen im Versandhandel direkt an Endverbraucher oder an die Karstadt-Warenhäuser. Der Magic Bytes Verlag begann mit Veröffentlichungen von Videospielen externer deutscher Spieleentwickler und hatte 1995 bemerkenswerten Erfolg mit BIING von reLINE und 1997 mit Have a N.I.C.E. day von Synetic. Im Jahr 2000 wurde das letzte Magic-Bytes-Spiel für diesen Zeitraum veröffentlicht.
2017 brachte der ursprüngliche Gründer Thomas Meiertoberens, der 1997 in die USA gezogen war, um ein Immobilienunternehmen zu leiten, die Marke mit der Gründung von Magic Bytes LLC, deren CEO er ist, wieder ins Geschäft. Das neue US-Unternehmen hat seinen Sitz in Lewes und Vertretungen in Orlando und Bielefeld. Im Februar 2021 wurde eine kostenfreie Vorabversion (Early Access) eines Spiels namens Toonworld für mobile Endgeräte mit dem Betriebssystem Android veröffentlicht.

## Spiele
| Jahr | Spiel                  | Genre                 |
| ---- | ---------------------- | --------------------- |
| 1987 | Western Games          | Sportspiel            |
| 1987 | Clever & Smart         | Action-Adventure      |
| 1988 | Powerstyx              | Strategiespiel        |
| 1988 | Minigolf               | Sportspiel            |
| 1988 | Pink Panther           | Action-Adventure      |
| 1988 | Vampire’s Empire       | Action-Adventure      |
| 1989 | Beam                   | Action                |
| 1989 | Blue Angel 69          | Puzzle                |
| 1989 | Eskimo Games           | Sportspiel            |
| 1989 | Mindbender             | Strategiespiel        |
| 1989 | Nightdawn              | Action                |
| 1989 | Tom & Jerry            | Action                |
| 1989 | Wall$treet             | Lernsoftware          |
| 1990 | Air Supply             | Action                |
| 1990 | Big Business           | Wirtschaftssimulation |
| 1990 | Domination             | Action-Adventure      |
| 1990 | USS John Young         | Simulation            |
| 1990 | North Sea Inferno      | Action-Adventure      |
| 1990 | Cyberworld             | Action-Adventure      |
| 1991 | Dinowars               | Action-Strategie      |
| 1991 | The Second World       | Adventure             |
| 1992 | Dynatech               | Wirtschaftssimulation |
| 1992 | Elysium                | Wirtschaftssimulation |
| 1993 | Penthouse Hot Numbers  | Puzzle                |
| 1995 | Biing!                 | Wirtschaftssimulation |
| 1996 | Abenteuer Weltraum     | Lernsoftware          |
| 1997 | Have a N.I.C.E. day!   | Rennspiel             |
| 1997 | Drilling Billy         | Action                |
| 1998 | N.I.C.E. 2             | Rennspiel             |
| 1998 | Rent-a-Hero            | Fantasie              |
| 1998 | Biing! 2               | Wirtschaftssimulation |
| 1999 | Dark Secrets of Africa | Action-Adventure      |
| 2000 | Crystal Hammer         | Action                |
| 2021 | Toonworld              | Action-Adventure      |